# Drivasto

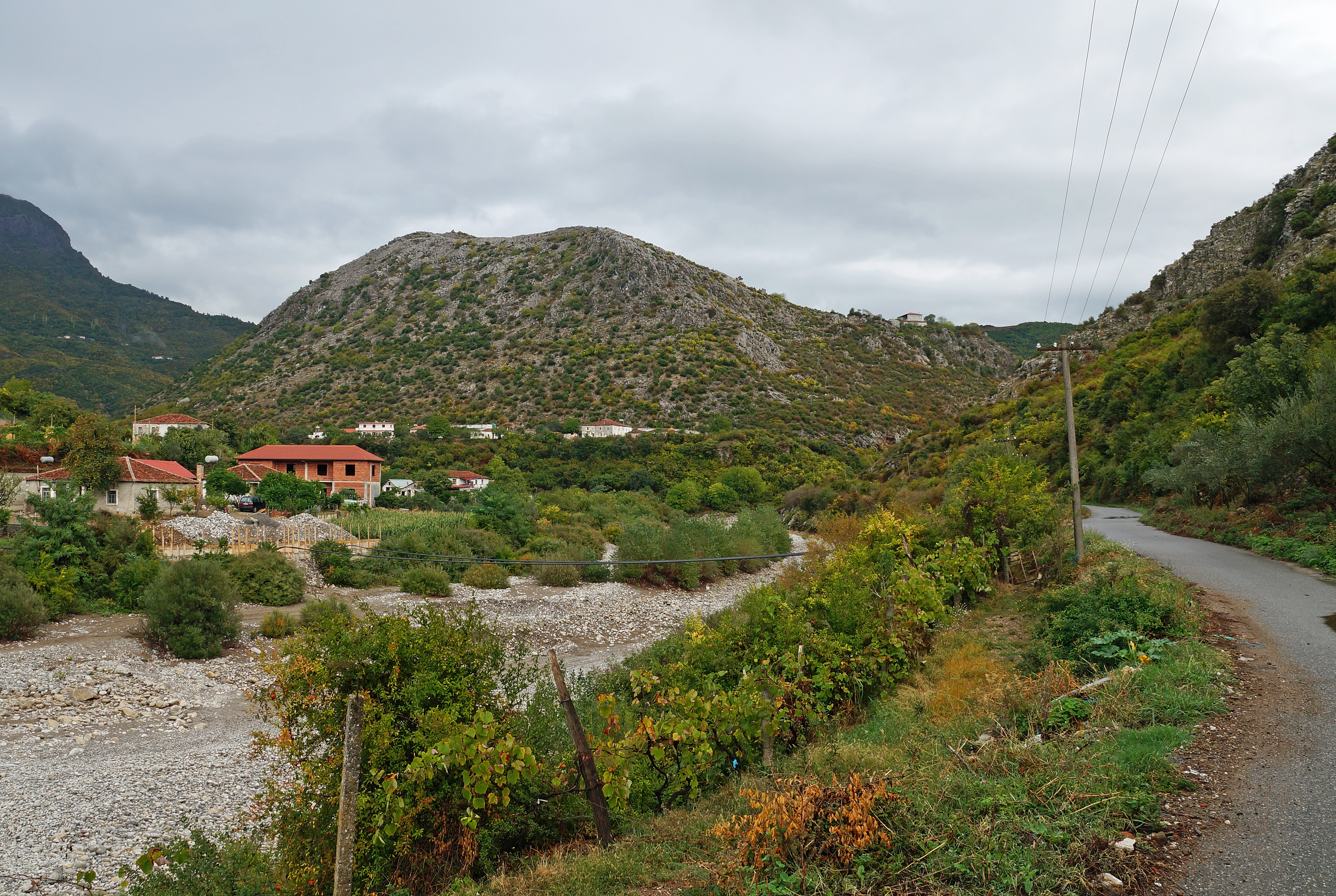
Drivasto, con la colina del castillo de Drivasto sobre él.

Drivasto (en albanés Drishti, en latín Drivastum) es un pueblo de Albania, antiguo obispado y sede titular latina con una historia medieval antigua y notable, sito a 6 km del puente Mes (en albanés: Ura e Mesit). Se encuentra en el antiguo municipio de Postribë, en el condado de Escútari. La reforma municipal de 2015 hizo que pasase a integrarse en el municipio de Escútari. Las ruinas del castillo de Drivasto, del siglo XIII, se encuentran en la cima de una colina a 300 m sobre el nivel del mar. Contienen los restos de once casas; algo por debajo, pero por encima de la población moderna, se hallan restos arqueológicos del Drivastum tardorromano y medieval.

## Nombre
El nombre latino del asentamiento fue Drivastum. El albanés Drisht deriva de Drivastum mediante cambios fonéticos; sin embargo, el acento Drísht < Drívastum hace suponer que hubo un nombre intermedio «ilirio».

## Historia
Se sabe que el asentamiento de Drivastum existió antes del siglo X d. C. La Diócesis de Drivasto se convirtió en sufragánea de la Arquidiócesis de Antivari en 1089, después de haber dependido de la de Ragusa.
La población perteneció al reino de Doclea entre 1081 y 1116. El serbio Esteban Nemanja la conquistó junto con los alrededores en 1183.
Los mongoles de Subotai la saquearon en el 1241, mientras avanzaban hacia el este a través de Zeta, de vuelta a casa. Los eruditos creen que los Balšić se hicieron con Drivasto aproximadamente en la primavera del 1362. Se sabe con certeza que en 1363 dominaban ya tanto Drivasto como la cercana Escútari.
En 1393, Đurađ II Balšić, habiendo negociado su liberación del cautiverio otomano, se sometió a la autoridad del sultán y le entregó a Drivasto, Sveti Srđ y Escútari. Sin embargo, Đurađ se sacudió pronto el vasallaje y recobró las ciudades que había cedido unos meses antes. Sabiendo que no podría resistir un ataque otomano, las entregó en 1395 al dogo veneciano a cambio de una renta anual de mil ducados.
En 1399, los habitantes de Drivasto y Escútari se rebelaron contra Venecia, hartos de los altos impuestos que pagaban. La revuelta duró tres años, pero las tropas venecianas lograron finalmente sofocarla en las ciudades. Los alrededores de Drivasto y Escútari, empero, escaparon a la autoridad veneciana.
Enfurecido por la política de Venecia en sus antiguas tierras y por el monopolio comercial que originó un estancamiento económico en los puertos, Đurađ II envió tropas a sus antiguas tierras, incluido Drivasto, rompiendo así el tratado de paz con los venecianos. Esto hizo suponer a Venecia que el antiguo señor había tenido un papel destacado en el principio del levantamiento, si bien los estudiosos no están seguros de que fuese así. Los turcos también aprovecharon para despachar grupos de pillaje a las tierras rebeldes.
En 1423, Đurađ Branković conquistó Drivasto y lo integró en el Despotado de Serbia. Con el apoyo de los otomanos, Gojčin Crnojević y Tanush Dukagjin el Pequeño, Maramonte saquearon la comarca de Escútari y Dulciño y atacaron Drivasto en 1429, pero no lograron apoderarse de él.
En agosto de 1442, Venecia arrebató Drivasto a Branković. Los ciudadanos de Drivasto eran hostiles tanto a los albaneses y como a los serbios, por lo que aceptaron la autoridad veneciana, con la única condición de que Venecia no empleara pronoarios albaneses y devolviera a la ciudad la tierra que el déspota serbio les había entregado a los serbios.
En 1447, Skanderbeg exigió a los venecianos que le cedieran Drivasto, junto con las tierras que habían pertenecido Lekë Zakarija. Los venecianos rehusaron, lo que desató una guerra entre las dos partes.
En marzo de 1451, Lekë Dukagjini y Božidar Dushmani planearon atacar Drivasto, aún controlado por Venecia. Su maquinación se descubrió y Božidar hubo de exiliarse.
Los otomanos conquistaron Drivasto en septiembre de 1478.

## Historia eclesiástica
El obispado fue fundado alrededor del año 400 d. C., como sufragáneo del de la capital de la provincia romana tardía de la Dalmacia Superior, Doclea.
Drivastum fue luego sufragánea de la archidiócesis de Antivari (desde 1089), tras haberlo sido de la de Ragusa. La población de Drivasto asesinó a uno de sus obispos en el siglo XIII.

## Drivasto moderno
La población del moderno Drivasto es predominantemente musulmana y de lengua albanesa, y es accesible en 4x4 o a pie.